# Treenighetens kapell, Gällivare församling

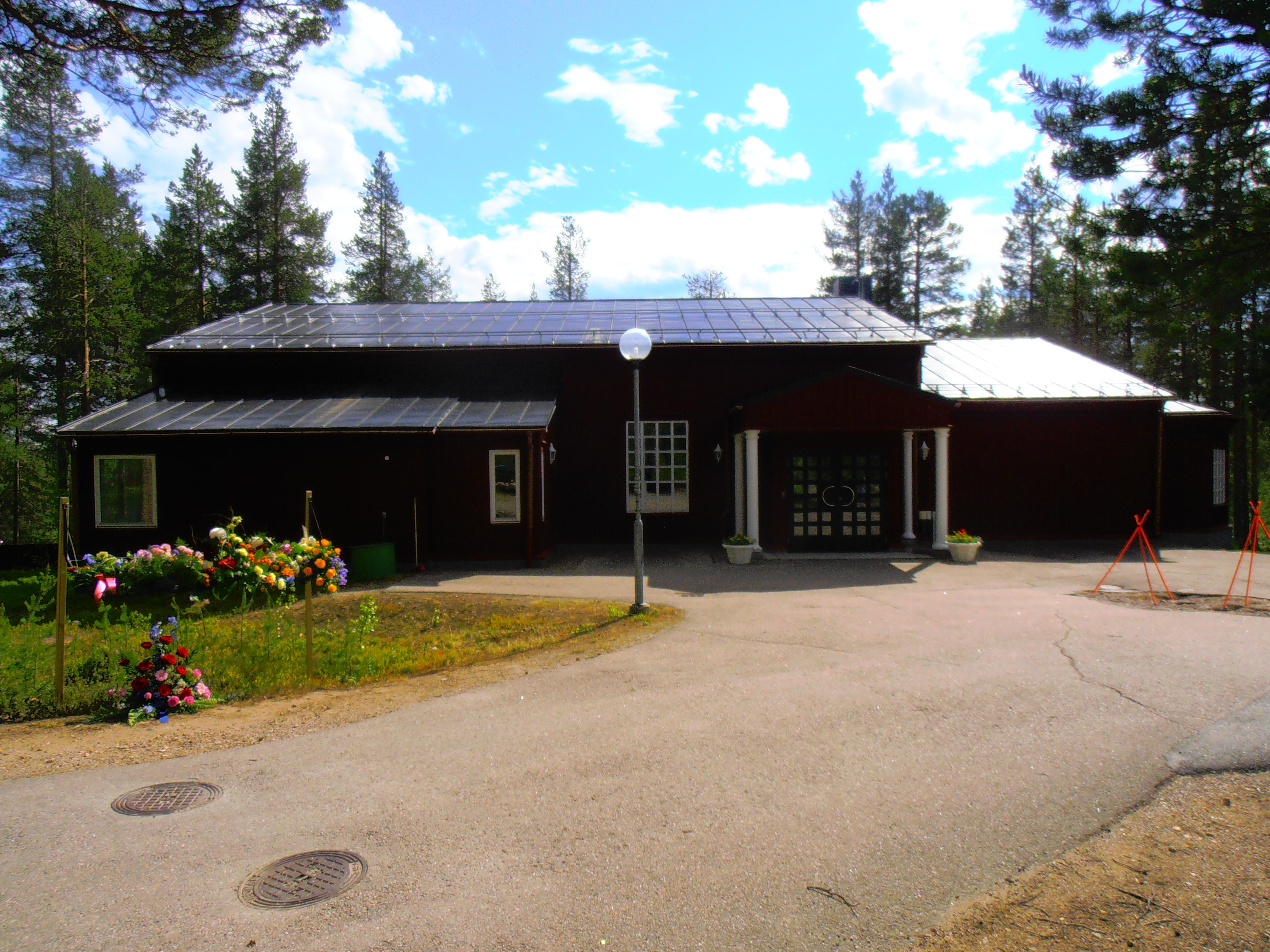
Treenighetens kapell, juni 2016.

Treenighetens kapell är en kyrkobyggnad, främst avsett för begravningsgudstjänster, beläget i anslutning till begravningsplatsen i ett skogsområde nordost om Gällivare.
Kapellet på Treenigheten är tillgängligt för begravningar på den nya kyrkogården. Kapellet och kyrkogården ligger i ett vackert skogsområde med tallhed.
Kapellet är ekumeniskt och användes sålunda av olika religioner.